# Desert Diamond Arena
La Desert Diamond Arena, (auparavant Gila River Arena, Jobing.com Arena et Glendale Arena) est une salle omnisports (aréna) située à Glendale, dans la banlieue de Phoenix, en Arizona. Elle est adjacente au State Farm Stadium, le stade des Cardinals de l'Arizona de la National Football League.
L'aréna était la patinoire des Coyotes de l'Arizona de la Ligue nationale de hockey de 2003 jusqu'en 2022 et ce fut le domicile du Sting de l'Arizona de la National Lacrosse League entre 2003 et 2007. Le Desert Diamond Arena a une capacité de 17 125 places pour le hockey sur glace. La salle dispose de 87 suites de luxe, dont 2 Luxury Tower Suites et 12 Luxury Party Suites pouvant accueillir jusqu'à 50 personnes. En outre, le Suite Level Club se compose d'environ 400 sièges et offre un service haut de gamme, ainsi que le BMW Lounge qui se trouve directement derrière les bancs des joueurs. Environ 7 000 places de stationnement entourent le bâtiment.

## Histoire
Les Coyotes de Phoenix ont emménagé dans l'arène en 2003. Avant 1996, la franchise était logée à Winnipeg sous le nom de Jets de Winnipeg, et après son déménagement, elle avait passé ses premières saisons à Phoenix dans l'America West Arena (aujourd'hui US Airways Center) qui est situé dans le centre-ville de Phoenix. L'America West Arena n'était pas une vieille arène (elle avait fait ses débuts comme la nouvelle salle des Suns de Phoenix (NBA) seulement trois ans plus tôt, en 1993) mais elle a été principalement construite pour le basket-ball NBA. L'arène fut rapidement reconfigurée pour le hockey sur glace. Cependant, à la différence de la plupart des salles modernes, sa surface n'avait pas été conçue avec une patinoire de hockey, et plusieurs sièges mal placés donnaient des vues obstruées aux spectateurs lors des matches. En conséquence, avant la seconde saison de l'équipe à Phoenix, la capacité dut être réduite, en passant d'environ 18 000 sièges à seulement 16 210 places (la deuxième plus petite capacité dans la LNH à ce temps, jusqu'à ce que l'Avalanche du Colorado déménage dans le Pepsi Center en 1999 et les Maple Leafs de Toronto au Centre Air Canada plus tard dans la saison, ensuite, l'America West Arena était la plus petite salle de la LNH).
Quand les Coyotes de Phoenix ont été vendus à un groupe mené par Steve Ellman, il a commis de construire une nouvelle arène en banlieue, à Glendale. À l'origine prévue pour l'année 2001, la « Glendale Arena » s'ouvrit au milieu de la saison 2003-2004, le 26 décembre 2003, avec le Sting de l'Arizona de la NLL défaisant les Ravens de Vancouver, 16 à 12. Le premier match de LNH a été tenu la soirée suivante, le 27 décembre 2003, devant 19 052 spectateurs. Son coût de construction s'élève à 220 millions de dollars (la ville de Glendale a financé de 180 millions de dollars et les propriétaires des Coyotes ont contribué de 40 millions de dollars pour couvrir les dépassements de coûts). L'arène appartient à la ville de Glendale et a été conçu par la firme architecturale HOK Sport.
On s'est attendu à ce que la Gila River Arena gagne le droit d'accueillir le 57e Match des étoiles de la Ligue nationale de hockey après avoir perdu l'organisation de l'édition 2006 en raison de la nouvelle ratification Collective Bargaining Agreement (lock out) de la Ligue nationale de hockey, toutefois les Canadiens de Montréal et leur Centre Bell ont gagné l'organisation du 57e Match des étoiles de la Ligue nationale de hockey en 2009.
Commençant en 2005, l'arène accueille des tournois de basket-ball, de volley-ball, de lutte et de cheerleading entre tous les lycées de l'État d'Arizona dans un méga-événement appelé le February Frenzy, ceci à la suite d'un accord entre la ville de Glendale et l'Arizona Interscholastic Association (AIA). 
La Gila River Arena et l'University of Phoenix Stadium font partie du vaste développement Westgate City Center qui va être un lieu de divertissement et un hub commercial localisé autour de l'arène ; un hôtel de 320 chambres (Renaissance Hotel) et un Centre de Conférence sont planifiés pour Westgate.
Le mercredi 25 octobre 2006, la compagnie locale Jobing.com acheta les droits d'appellation 30 millions de dollars sur 10 ans, par la suite, la Glendale Arena devint la Jobing.com Arena.
Le Sting de l'Arizona avait annoncé que l'équipe ne jouerait pas la saison 2008, choisissant de revenir dans la National Lacrosse League pour la saison 2009. Mais en 2008, la formation fut dissoute.
À la fin de la saison 2021-2022, les Coyotes de l'Arizona quittent définitivement le Gila River Arena de Glendale pour aller s'installer à Tempe. Ils jouent au Mullett Arena, un petit amphithéâtre de 5 000 places qui appartient aux Sun Devils (Université d'État de l'Arizona) et conçu pour le sport universitaire. Les Coyotes jouent pendant trois saisons dans cette enceinte en attendant l'inauguration de leur nouveau domicile prévue en 2025.

## Évènements
- February Frenzy, depuis 2005
- Concert de Tina Turner (Tina: Live in Concert Tour), 24 octobre 2008
- Concert de Demi Lovato (Demi Lovato: Live In Concert), 9 juillet 2009
- Concert de Britney Spears (Femme Fatale Tour), 22 juin 2011
- Concert de Demi Lovato (The Neon Lights Tour), 15 février 2014
- Concert de Madonna (Rebel Heart Tour), 22 octobre 2015
- ArenaBowl XXIX, 26 août 2016
- AEW Double or Nothing, 25 mai 2025

## Logo

Évolution du logo
Logo de la Jobing.com Arena de 2006 à 2014.
Logo de la Gila River Arena de 2014 à 2022.
Logo de la Desert Diamond Arena depuis 2022.

## Galerie

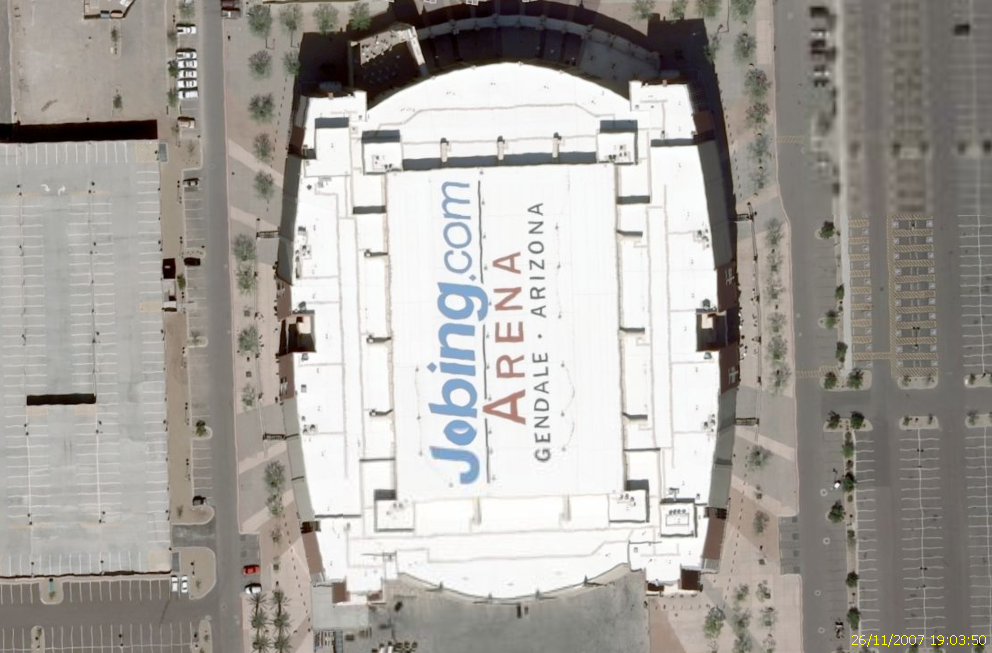
Image satellite
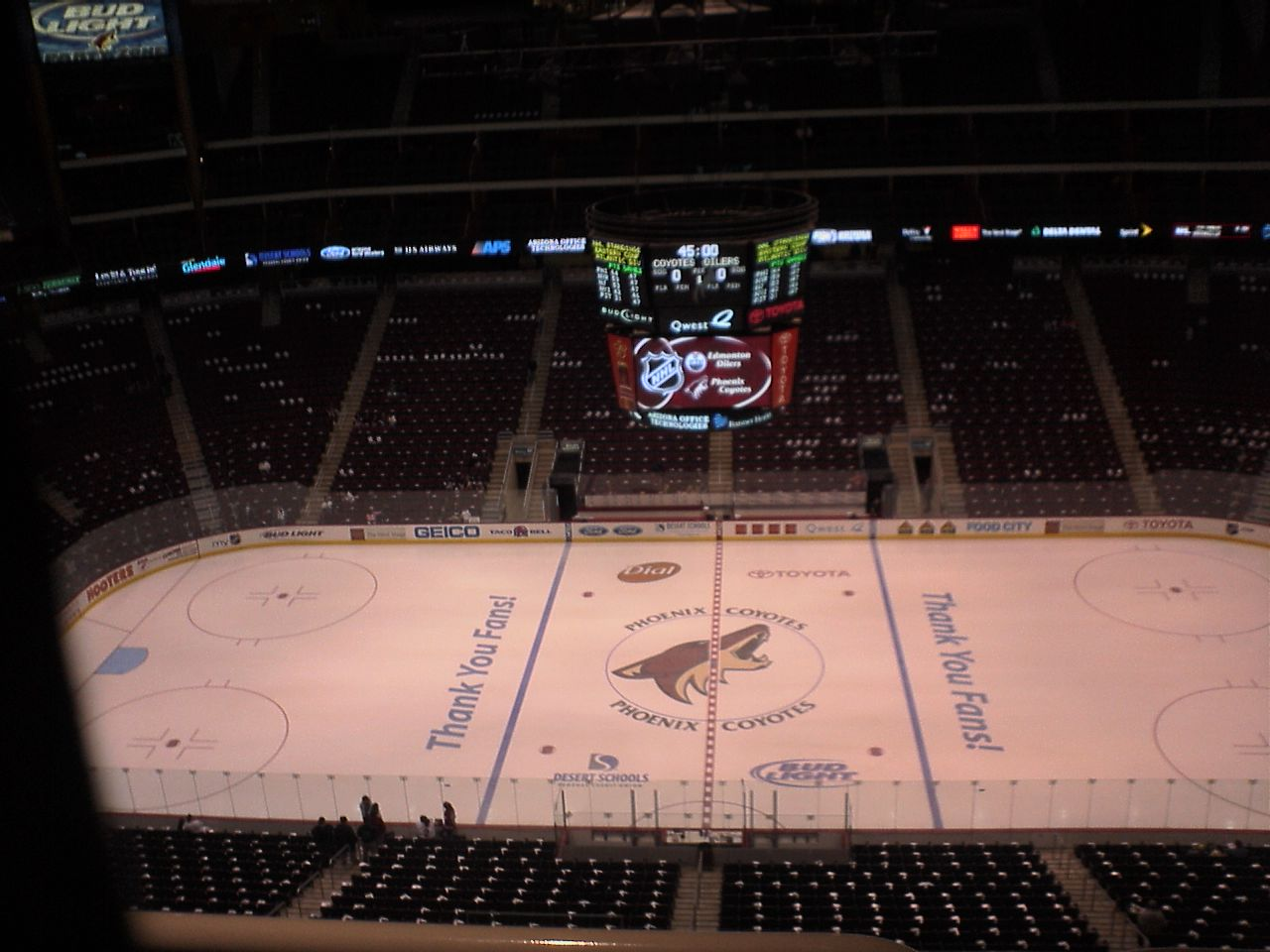
La patinoire des Coyotes
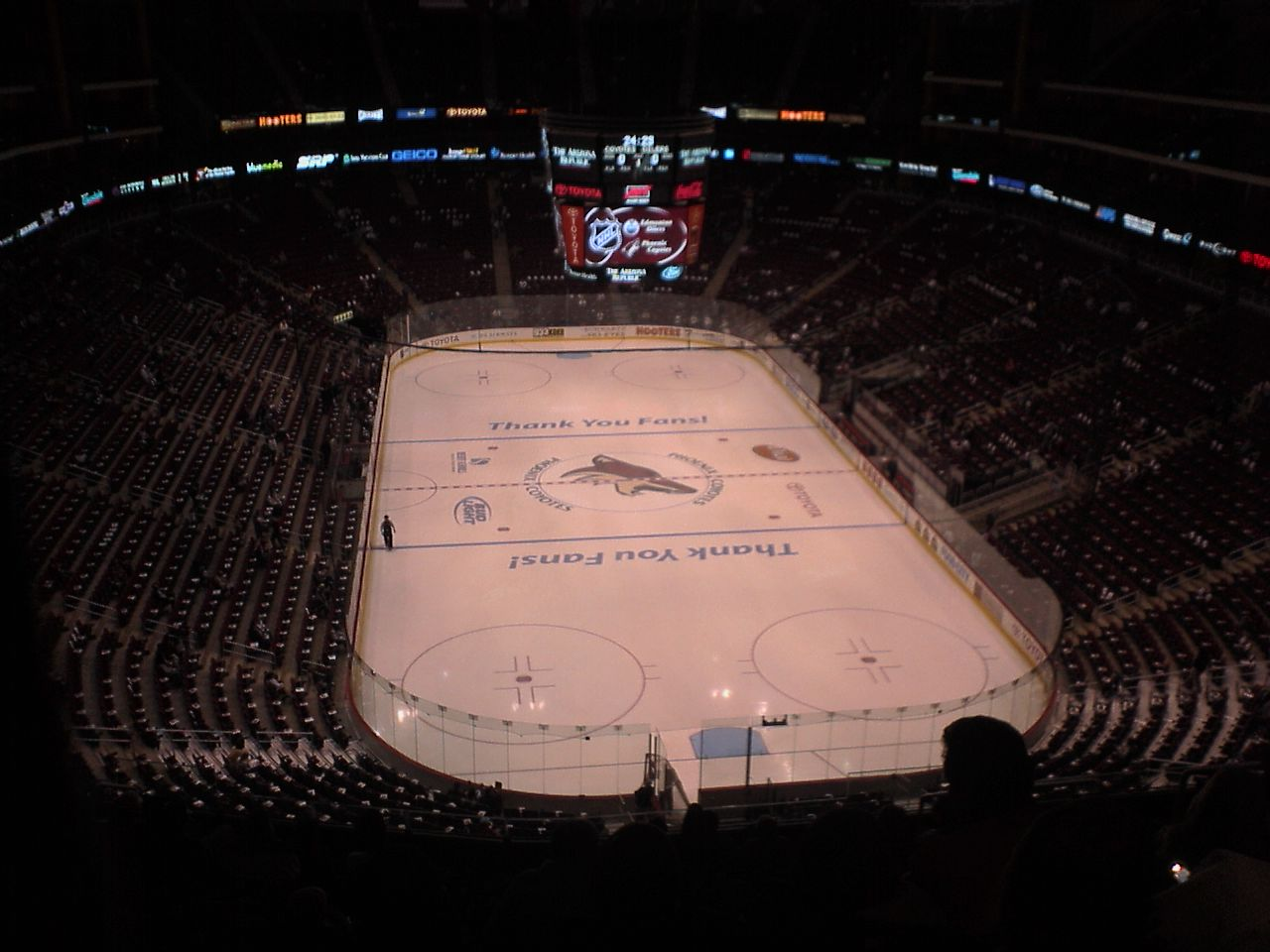
Vue intérieure